# Weberiella
Weberiella is een geslacht van wantsen uit de familie reuzenwaterwantsen (Belostomatidae). Het geslacht werd voor het eerst wetenschappelijk beschreven door De Carlo in 1966.

## Soorten
Het genus bevat de volgende soort:

- Weberiella rhomboides (Menke, 1965)